# Temporal de setiembre de 2012 en Uruguay
En 2012 se desató una severa tormenta en el sur de Uruguay, del 18 al 19 de septiembre.

## Hechos
Las áreas más afectadas fueron los departamentos con costas al Río de la Plata y el Atlántico: Colonia, San José, Montevideo, Canelones, Maldonado, Rocha.
Los vientos más fuertes fueron en Punta del Este (172 km/h), Montevideo (122 km/h), Laguna del Sauce (120 km/h), Colonia (103 km/h), San José (102 km/h), Melo (98 km/h), Tacuarembó (87 km/h), Rivera (83 km/h).
El gobierno cerró edificios públicos, suspendió servicios de transporte y recomendó a los residentes de la capital y otras ciudades de la costa que permanecieron en sus hogares. Afortunadamente, este episodio climático ocurrió durante las vacaciones de setiembre, por lo que no hubo que temer por los niños.
Tres personas fallecieron en San José, como consecuencia de un curso de agua desbordado.
Este temporal fue parte de un fenómeno más extendido a nivel regional que también afectó a Argentina, Paraguay, Bolivia y Brasil, donde en total fallecieron otras 12 personas.

## Secuelas
Los meteorólogos calificaron a este fenómeno como un ciclón extratropical.
El comentario general de la población es que este ciclón fue mucho menos severo que el de 2005.
El Sistema de Emergencia emitió una serie de recomendaciones para encarar este tipo de tormentas:
1. Mantenerse informado sobre pronósticos, estado del tiempo y advertencias de las autoridades.
2. Revisar previamente el estado de los techos de su vivienda con la finalidad de asegurarlos. Retirar de su entorno objetos que puedan ser impulsados por el viento y transformarse en “proyectiles”.
3. Cerrar y asegurar ventanas y puertas exteriores.
4. Evitar la circulación innecesaria de personas y vehículos.
5. En caso de vehículos particulares, procurar circular por rutas principales y en las horas diurnas. Jamás intentar cruzar una zona inundada.
6. Tomar especiales precauciones con las personas más vulnerables (niños, ancianos, enfermos). Evitar dejarlos solos.
7. Mantener a los animales domésticos en lugares protegidos.
8. Quien viva en zonas inundables deberá considerar lo siguiente: a) colocar todos los productos tóxicos (herbicidas, pinturas, insecticidas, etc.) en zonas altas de la vivienda, fuera del alcance del agua, para evitar posteriores contaminaciones, b) mantener en una bolsa de nailon reforzado y en un lugar bien identificado por el núcleo familiar los documentos personales y familiares, c) en caso de que las autoridades lo indiquen, prepararse para la evacuación, cumpliendo con las directivas que señalen.